# Яценко, Тамара Александровна
Тамара Александровна Яценко (укр. Тамара Олександрівна Яценко; род. 19 августа 1955, Горенка, Киевская область, Украинская ССР) — украинская актриса театра и кино. Народная артистка Украины (1993).

## Биография

### Детство и юность
Родилась в селе Горенка Киевской области 19 августа 1955 года. Отец — Александр Яценко, был по профессии гармонистом. Есть брат Владимир, работник завода.

### Начало деятельности
В 1975 году окончила театральную студию при Украинском академическом драматическом театре им. Ивана Франко (мастерская Полины Нятко и Петра Сергиенко). Яценко не приняли в Хмельницкий драмтеатр, поэтому она работала в Ивано-Франковске, затем переехала в Киев, где работала в детском садике музыкальным руководителем (писала сценарии, разучивала новые песни).
С 1979 года — актриса Киевского молодёжного театра (ныне Киевский академический Молодой театр). Прима театра. В 1990 году закончила ГИТИС (мастерская Давида Ливнева).

### Семья
- Отец — Александр, гармонист
- Брат — Владимир
- Сожитель — Олег Коваленко, актёр

## Театр

### Театральная студия притеатре имени Ивана Франко
1. «Дети солнца» М. Горького — Антоновна, нянька[3]

### Киевский академический Молодой театр
1. 1980 — «С весной я вернусь к тебе?» А. Казанцева; режиссёр Александр Заболотный — Зеленова
2. 1980 — «За двумя зайцами» М. Старицкого; режиссёр Виктор Шулаков — Проня Прокоповна Серко
3. 1982 — «Сирано де Бержерак» Э. Ростана; режиссёр Виктор Шулаков — Марта
4. 1985 — «Сватанье на Гончаровке» Г. Квиткы-Основьяненко; режиссёр Виктор Шулаков — Катерина
5. 1985 — «Золотой цыплёнок» В. Орлова; режиссёр Виктор Шулаков — Лиса
6. 1986 — «Баня» В. Маяковского; режиссёр Виктор Шулаков — Ундертон
7. 1994 — «Эрлин» О. Уайльда; режиссёр Виктор Шулаков — Герцогиня Бервик
8. 1999 — «РЕхуВИлийЗОР» Н. Гоголя, Н. Кулиша; режиссёр Станислав Моисеев — Анна Андреевна
9. 2000 — «Севильская помолвка» Р. Шеридана; режиссёр Евгений Курман — дуэнья Маргарита
10. 2003 — «Дядя Ваня» А. Чехова; режиссёр Станислав Моисеев — Мария Васильевна Войницкая
11. 2007 — «Голубка» Ж. Ануя; режиссёр Андрей Бакиров — мадам Александра
12. 2007 — «Обыкновенная история» М. Ладо; режиссёр Тарас Криворученко — Свинья
13. 2011 — «Тот, та и другие» Иштвана Эркеня; режиссёр Бела Меро — Маришка
14. 2014 — «Требуются лжецы!» по пьесе «Месье Амилькар, или Человек, который платит» Ива Жамиака; режиссёр Станислав Жирков — «тёща» Амилькара[4]
15. 2016 — «Горе от ума» А. Грибоедова; режиссёр Андрей Билоус — Анфиса Ниловна Хлёстова[5]
16. «Бригадир» Д. Фонвизина; режиссёр Н. Карасёв — Бригадирша
17. «Вий» Н. Гоголя; режиссёр Виктор Шулаков — Мотря
18. «Вот так погиб Гуска» Н. Кулиша; режиссёр Е. Морозов — Вивдя
19. «Диктатура совести» М. Шатрова; режиссёр Лесь Танюк — Надя
20. «Дума про любовь» М. Стельмаха; режиссёр Александр Заболотный — Мать
21. «Гоген, Пейзаж, Юван, Алевтина…» С. Золотникова; режиссёр Булига — Пыжова
22. «Житиє простых» Натальи Ворожбит; режиссёр Ю. Сидоренко — Клавка
23. «Золушка» А. Спадавеккиа; режиссёр Г. Макарчук — Мачеха
24. «Игры замка Эльсинор» Н. Йорданова; режиссёр Тарас Криворученко — Элизабет
25. «Король и морковь» В. Кшеминского; режиссёр Ян Козлов — Повар
26. «Малыш» Ж. де Лета; режиссёр В. Бегма — Полин
27. «Оркестр» Ж. Ануя; режиссёр Алексей Кужельный — Ортанс
28. «Пойти и не вернуться» В. Быкова; режиссёр В. Семенцов — Плакальщица
29. «Приключения Алисы в Стране Чудес» Б. Заходера; режиссёр В. Семенцов — Герцогиня
30. «Приключения Буратино» А. Толстого; режиссёр В. Чхаидзе — Тортила
31. «Революционный этюд» М. Шатрова; режиссёр Лесь Танюк — Наренкова
32. «Семь жён Синей Бороды» А. Володина; режиссёр Б. Озеров — Библиотекарь / Таня
33. «Три сестры» А. Чехова; режиссёр Алексей Утеганов — Анфиса
34. «Цилиндр» Э. Де Филиппо; режиссёр К. Линартович — Беттина
35. «Чудная баба» Н. Садур; режиссёр А. Бельский — Баба
36. «Шельменко-денщик» Г. Квиткы-Основьяненко; режиссёр В. Гурьев — Мотря

### Киевский драматический театр «Браво»
1. 2011 — «Успех? Скандал? — Триумф!!!» по пьесе «Публике смотреть воспрещается» Жана Марсана; режиссёр Владимир Борисюк[6]
2. 2013 — «Женитьба» Н. Гоголя; режиссёр Владимир Борисюк — сваха[7]

## Фильмография

### Художественное кино
1. 1982 — Трест, который лопнул — вдова Троттер
2. 1983 — Вечера на хуторе близ Диканьки — Мавка-утопленница
3. 1984 — Украденное счастье (укр. Украдене щастя)
4. 1985 — Суета (фильм-спектакль) — Даша, служанка
5. 1986 — Соло на флейте — Дуева, стенографист
6. 1987 — Жменяки — выселяемая немцами еврейка
7. 1989 — Хочу сделать признание
8. 1990 — Неустановленное лицо — врач
9. 1991 — Мина Мазайло — тётя Мотя, сестра Мины из Курска
10. 1991 — Народный Малахий — мать / бандерша
11. 1991 — Кому вверх, кому вниз
12. 1992 — Киевские просители — Лукия Наркисовна Мокриевская
13. 1992 — Натурщик — женщина из ЖЭКа
14. 1992 — По-модному — Дембицкая, экономка в богатом доме
15. 1993 — Гефсиманский Сад — Клава из НКВД
16. 1993 — Западня — Маршальская
17. 1994 — Царевна
18. 1996 — Judenkreis, или Вечное колесо — мадам Либерзон
19. 1996 — Остров любви (Фильм восьмой. «Обручение») — незнакомка, продажная женщина
20. 1998 — Две Юлии
21. 2001 — Заложники времени
22. 2001 — Комедийный квартет — Марья Ивановна
23. 2002 — Бездельники — консьержка
24. 2003 — Завтра будет завтра — Галя, надзирательница в женской колонии
25. 2003 — За двумя зайцами — Соня, торговка цветами
26. 2004 — Небо в горошек — Ваняткина
27. 2004 — Леся+Рома (сериал) — мама Леси
28. 2004 — Королева бензоколонки 2 — Фрося
29. 2005 — Весёла хата
30. 2005 — Дедушка моей мечты — Изольда Львовна
31. 2005 — Происки любви — Нора
32. 2006 — Не наезжай на Деда Мороза
33. 2006 — Осторожно, блондинки! — Серафима, гадалка
34. 2006 — Пороки и их поклонники
35. 2006 — Приключения Верки Сердючки — Людмила Васильевна, учитель химии
36. 2006 — Театр обречённых — Анна Петровна, заведующая реквизитом
37. 2006 — Утёсов. Песня длиною в жизнь — Розочка (Роза Моисеевна), соседка в одесском дворике
38. 2007 — Один в Новогоднюю ночь
39. 2007 — Антиснайпер — Гертруда Адольфовна, хозяйка ресторана
40. 2007 — Антиснайпер-2 — Гертруда Адольфовна, хозяйка ресторана
41. 2007 — Возвращение блудного мужа
42. 2007 — Возвращение Мухтара «Испорченные каникулы» (4 сезон, 20 серия) — Матвеевна, консьержка
43. 2007 — Когда её совсем не ждешь — проводница
44. 2007 — Секунда до… — Нонна Александровна, бухгалтер цветочного магазина
45. 2007 — Тормозной путь
46. 2008 — Миллион от Деда Мороза
47. 2008 — Осенний вальс — Аделаида, вахтёрша
48. 2008 — Сила притяжения — тётя Надя, экстрасенс
49. 2008 — Учитель музыки — Антонина Ивановна, меломанка
50. 2009 — В Париж! — продавщица пива
51. 2009 — Всё возможно — Нюша, кухарка Шаховской
52. 2009 — Золушка с острова Джерба
53. 2009 — Кофе по-дьявольски
54. 2009 — При загадочных обстоятельствах — буфетчица
55. 2010 — Только любовь — мать Альбины
56. 2011 — Тайна героя
57. 2011 — Зарево
58. 2011 — Возвращение Мухтара «Тайна героя» (7 сезон, 21 серия) — вахтёрша общежития Литературного института
59. 2011 — Заяц, жаренный по-берлински — Антонина Семёновна, соседка
60. 2011 — Костоправ (11, 12 серии) — Роза Ивановна, пациентка
61. 2011 — Кто кому кто — Тамара Владимировна Громова, прокурор
62. 2011 — Небесные родственники — тётя Надя, соседка Артёма
63. 2011—2013 — Три сестры (сериал) (сезоны 1-2, 4-5) — гадалка, аптекарь[8]
64. 2012 — Брат за брата 2 — соседка Суворова
65. 2012 — Полярный рейс, или Всё будет по-новому
66. 2012 — Дневник беременной (сериал) (сезон 1)[9]
67. 2015 — Последний москаль — бабка Орыся
68. 2015 — По законам военного времени — тётя Мотя, торговка на рынке
69. 2018 — Я, ты, он, она — судья

### Анимационное кино, озвучивание
1. 1989 — «Русалочка» (дубляж 2017 года) — Урсула (украинский дубляж)
2. 2006 — «Карлсон, который живёт на крыше» (норвежский мультфильм) — фрекен Бок (украинский дубляж)
3. 2010 — «Гадкий я» — мать Грю (украинский дубляж)

## Телевизионная карьера
- «Весёла Хата»
- «Всюди буйно квітнуть „мерседеси“»; режиссёр Галина Черняк
- «Полное мамаду»
- «Шоу долгоносиков»; режиссёр Виктор Приходько — Дездемона

## Награды
- Премии за исполнение роли Прони Прокоповны в спектакле «За двумя зайцами»:
  - 1982 — Премия «Дебют» — театральный фестиваль в г. Сумы
  - 1983 — Театральная премия М. Бойченко
  - 2003 — Литературно-художественная премия им. М. Старицкого
- 1993 — Народная артистка Украины
- 2008 — Лауреат премии «Киевская пектораль» в номинации «Лучшая роль второго плана» за роль мадам Александры в спектакле «Голубка»[10]

## Факты
- На прослушивании в Молодой театр читала произведение Юрия Яновского «Шаланда в море» (главная героиня ждёт возвращения с моря мужа и сыновей)[2]
- Спектакль «За двумя зайцами» стал рекордсменом украинской сцены — в Молодёжном театре постановка шла более 800 раз, а Тамара Яценко участвовала в ней около семисот раз. Роль Яценко получила благодаря случаю — режиссёру Виктору Шулакову что-то не понравилось в работе актрисы, которая была утверждена на роль, и он предложил начинающей актрисе Тамаре попробоваться. Во время чтения монолога Прони, все за животы держались. Так Яценко получила эту роль[11]
- Звание Народная артистка Украины получила без предыдущего звания заслуженной[1]
- Тамару Яценко можно встретить в общественном транспорте. Когда её хватают за руку, она в шутку начинает кричать: «Ой, не трогайте меня, не трогайте! Продюсер не разрешает до меня дотрагиваться. По условиям контракта ко мне ближе чем на метр нельзя приближаться!»[12]
- В 2004 году состоялась встреча трёх Пронь: Тамары Яценко, Маргариты Криницыной и Аллы Пугачёвой, каждая из которых сыграли роли Прони Прокоповны. Встреча прошла в Киеве в ресторане «За двумя зайцами» на Подоле[2]